# 日本使馆旧址
日本使馆旧址，位于北京市东城区正义路2号（原北京市人民政府院内），是1900年義和團運動後的大日本帝國駐大清帝國使館舊址。

## 历史
清朝光绪二十六年（1900年）之前位于江米巷北侧的日本公使馆，在1900年义和团围攻使馆区时并未被破坏。但是在《辛丑条约》签订后，日本借口公使馆原址狭小，不敷使用，迫使清政府将西边的詹事府、肃亲王府及部分民宅划为新的用地。该用地南部新建日本使馆，北部新建日本兵营。新址的北部和东部与法国使馆、意大利使馆相接，南部与西班牙使馆、横滨正金银行相邻，正门开在御河路（今正义路），和英国使馆隔御河相对。
该日本使馆的设计师是日本建筑师真水英夫。使馆兴建时保留了肃亲王府花园内的部分树木、山石、围墙。
中华人民共和国时期，日本使馆旧址曾成为北京市人民政府办公区。2001年，日本使馆旧址作为东交民巷使馆建筑群的组成部分，被列为第五批全国重点文物保护单位。
2012年，北京市启动了该市自中华人民共和国成立以来规模最大的“名城标志性历史建筑恢复工程”和“‘百项’文物保护修缮工程”，投入10亿元人民币用于保护。日本使馆旧址被列入“‘百项’文物保护修缮工程”。2012年，北京市测绘设计研究院开始为日本使馆旧址主楼（北京市人民政府6号楼）采集三维激光扫描数据，以便为今后修缮做准备。

## 建筑
日本使馆旧址现存建筑有使馆大门、主楼等。
使馆大门楼坐东朝西，面阔三间，进深一间，总长度为14.74米，中央门洞净宽为4.56米。大门楼两侧带有弧形墙，从而形成了长24米、深3.34米的大门前空地。大门楼是二层建筑，两侧门房里均有小楼梯可通到二层。风格为西方近代折衷主义建筑风格。立面分为三部分，两侧是灰砖碉楼式墩体，三段式，檐部为古典主义建筑风格，女儿墙饰有巴洛克式涡卷，上方是方锥形铁皮屋顶，总高9.35米。两楼间的大拱形门洞中部腰线之上是石墙，拱券之上套有山花。
使馆主楼是地上二层建筑，砖木结构，东北局部有地下室。主楼平面呈不规则矩形，南立面约长46米，南北进深约为34米，四面均有出入口，其中南面为主要出入口。立面重点偏东。入口大门微前凸，门前台阶上有一对爱奥尼式矮柱，矮柱上支撑一半圆筒拱做成门罩，两侧设有扶壁式厚侧墙。二层中央的门前有牛腿挑出阳台，门两侧有壁柱，上层的墙上带有盾徽装饰。门套上饰有花形，檐部壁柱头有巴洛克式涡卷，古典主义檐口上，立有方锥顶，正面开老虎窗。入口西翼的主体为六开间，底层是连续的罗马券柱式，中间用瓶式栏杆相连接，二层是双圆式柱廊，上用简化的檐部结束，双柱间有新艺术运动风格铁花栏杆。西翼末端是个约7米见方的碉楼式凸出体，上部后退，四角的细柱支撑着一个四锥顶。中央入口的东翼设有两开间实墙开窗，屋顶檐口上有栏杆式女儿墙。东翼末端底层是半圆形凸出体，四根扁平塔司干式壁柱之间开有长窗，窗套是立在小塔司干壁柱上的半圆券。檐部上有弧形大挑檐，其上凸起成弧形护墙。二层墙面开有并联的两窗夹一门，门窗套是完整的罗马柱式，其上饰有半圆石券，顶部有高出屋檐的三角形山墙。该建筑西立面对着花园，门前有平台，平台长约25米、宽约4至8米。中段的立面是与正面西翼类似的通廊，但是二层是爱奥尼式双柱。北段末端向前凸出，装饰复杂。南段末端在南立面西翼的方形凸出体北侧，加有一座中世纪风格的圆形碉楼。
日本使馆旧址的大门及主楼造型融合了西方古典主义建筑、巴洛克建筑、中世纪建筑风格，不讲求古典比例，而是讲求多要素融合。这是西欧近代集仿主义风格，更是日本近代模仿欧式风格的作品。该院内还有一幢二层楼以及一组平房，也都是近代建筑。

## 驻华武官室
日本驻华武官正式名称“中国在勤日本帝国大使馆附陆军武官、附海军武官”，配置武官补佐官。1928年始日本公使馆从北京迁往南京，北京另设武官室。1928-1938年期间历任驻华使馆附陆军武官是：本庄繁、建川美次、佐藤三郎、田代皖一郎（兼上海派遣军参谋长）、铃木美通、矶谷廉介、喜多诚一、原田熊吉。1928-1938年期间历任驻华使馆附海军武官是：杉坂悌二郎、北冈春雄、佐藤脩、本田忠雄。